# Центральний цвинтар (Кишинів)

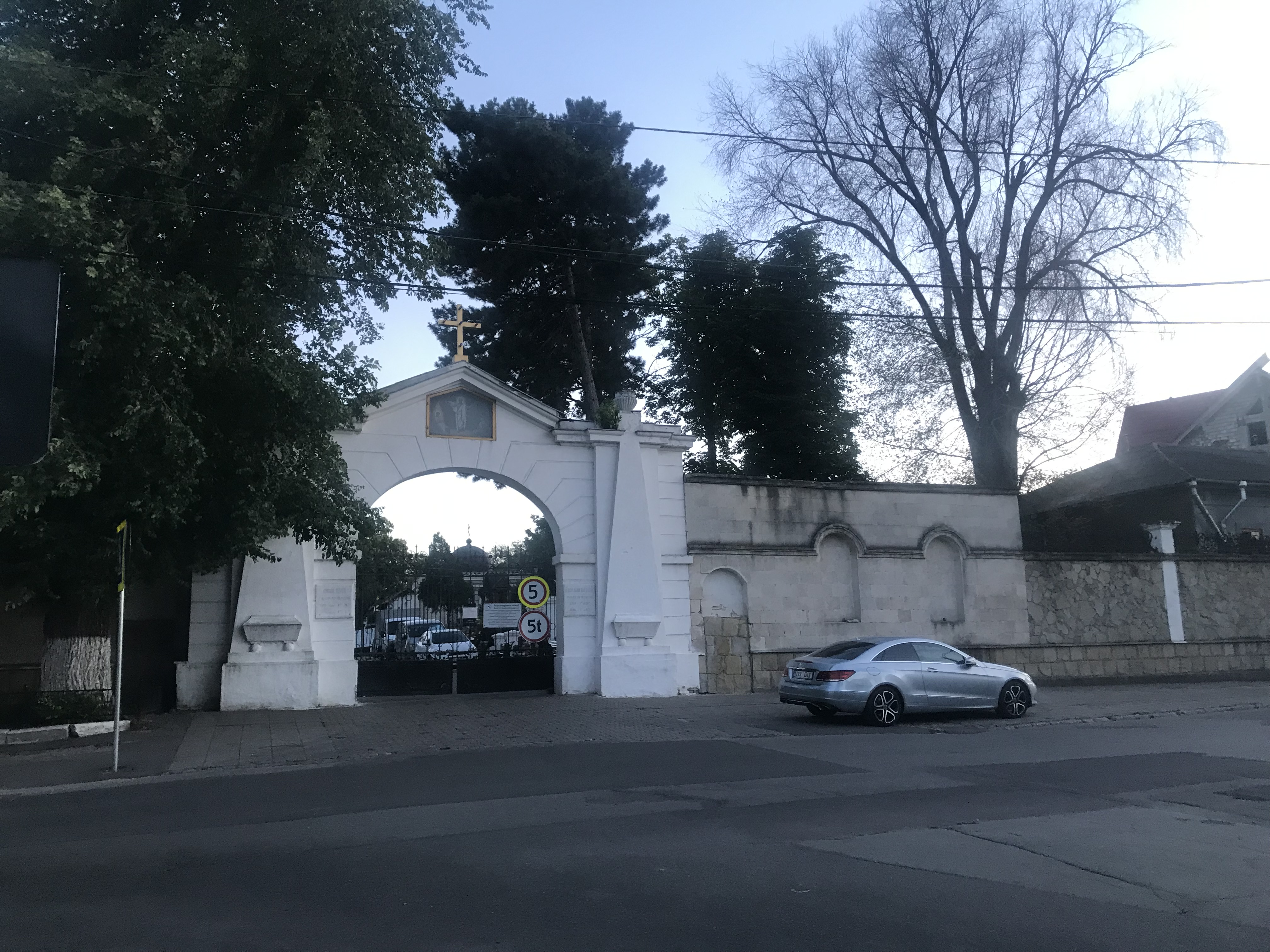
Вхід на цвинтар

Центральний цвинтар Кишинева (рум. Cimitirul Central din Chișinău) — один з найбільших і найвідоміших цвинтарів у Кишиневі. Місце поховання багатьох відомих діячів історії та культури Молдови, Російської імперії, Румунії та СРСР. Серед кишинівців згадується, переважно, як «Вірменський цвинтар», таку назву отримав через те, що на нього виходить вулиця Вірменська.
Займає площу близько 10 га. Цвинтар розташовується в трикутнику вулиць Алексея Матеєвич, Василе Александрі та Пантелеймона Халіппи. Єдиний вхід / в'їзд на Центральний цвинтар — з вул. А. Матеєвич, біля його воріт бере початок вул. Вірменська.

## Історія
Центральний цвинтар Кишинева було засновано у 1811 році. Через 7 років на його території була зведена церква Всіх Святих. До жовтневого заколоту цвинтар був виключно православним, а в роки радянської влади — загальним.
Найстаріше поховання датується 1825 роком. У створенні цвинтаря брав участь Олександр Бернардацці.
За радянських часів площа цвинтаря була зменшена, на місці колишніх поховань у 1958 році був відкритий кінотеатр «40 років ВЛКСМ» (сучасна назва «Гаудеамус»). Більше тридцяти років цвинтар був закритий для поховань. Однак зараз, за рішенням Державної Ради Кишинева № 4/11 в від 2010 року, місця під поховання на Центральному цвинтар виділяються особам, відзначеним військовими та цивільними нагородами (Орден Республіки, Орден Штефана Великого) або аналогічних державних нагород колишнього СРСР. Рішенням примара Кишинева місця для поховання на цвинтарі також надаються іншим видатним людям. Також тут можуть бути поховані родичі I категорії тих, чий прах вже спочиває на Центральному цвинтарі.

## Військовий меморіал
У південно-східній частині цвинтаря розташований військово-меморіальний цвинтар — місце поховання радянських військовиків та цивільних осіб, які загинули під час німецько-радянської війни.
На його території розташовані спільні та поодинокі поховання осіб (близько 300), загиблих під час оборони та звільнення Кишинева від німецько-румунських загарбників.

## Відомі поховання
- Алексей Матеєвич — румунський та молдовський поет, перекладач, автор гімну Молдови.
- Іон Алдя-Теодорович — відомий молдавський поет, композитор та співак.
- Дойна Алдя-Теодорович — відома молдовська співачка, дружина композитора, поета та пісняра Іона Алдя-Теодоровича.
- Кулжинський Сергій Пантелеймонович — радянський вчений, професор, доктор сільськогосподарських наук, заслужений діяч науки і техніки Молдавської РСР.
- Антон Кріхан — бессарабський політичний і громадський діяч, економіст, публіцист, професор.
- Ілляшенко Кирило Федорович — партійний журналіст, голова Президії Верховної Ради Молдовської РСР з 1963 по 1980.
- Гросул Яким Сергійович — радянський історик.
- Гавронський Олександр Йосипович — український та російський режисер театру і кіно, математик, філософ.
- Волонтір Міхай Єрмолайович — радянський і молдовський актор театру і кіно. Народний артист Молдавської РСР. Народний артист СРСР (1984).
- Єрофєєва Людмила Василівна — радянська та молдовська оперна співачка (сопрано). Народна артистка СРСР (1976).
- Альошина-Александрова Тамара Григорівна — радянська та молдовська оперна співачка (мецо-сопрано). Народна артистка СРСР (1976).
- Марія Бієшу — радянська та молдовська і камерна співачка (лірико-драматичне сопрано). Народна артистка СРСР (1970).
- Дарієнко Домініка Тимофіївна — молдовська акторка. Народна артистка СРСР (1974).
- Гарштя Віра Олександрівна — радянський молдовський хормейстер, педагог. Народна артистка СРСР (1987).
- Іван Калін — молдовський радянський державний діяч, голова Президії Верховної Ради Молдовської РСР.
- Племедяле Олександр Михайлович (1888—1940) — бессарабський скульптор, педагог.
- Рівіліс Павло Борисович — молдовський композитор.
- Тодорашко Євгенія Федотівна — молдовська радянська акторка, народна артистка Республіки Молдова.
- Чорба Тома Феодосійович — бессарабський лікар, організатор охорони здоров'я і громадський діяч.
- Чумак Павло Іванович — радянський військовик.
- Шамардін Павло Зіновійович — радянський військовик.
- Олійник Микола Костянтинович — молдовський державний та політичний діяч, віце-прем'єр уряду Республіки Молдова. Депутат трьох скликань парламенту Республіки Молдова. Голова Української громади Республіки Молдова (2009—2019)[2].